# Faustus z Bizancjum
Faustus z Bizancjum (IV/V wiek) - wczesnochrześcijański pisarz, autor skompilowanego zbioru opowieści w języku armeńskim, napisanego około roku 470. Zachowały się jedynie księgi III-VI. Treść tych opowieści dotyczy wydarzeń z historii Armenii (lata 330-387).